# Wind Across the Everglades
Wind Across the Everglades is een Amerikaanse avonturenfilm uit 1958 onder regie van Nicholas Ray. De film werd destijds uitgebracht onder de titel In de greep der wildernis.

## Verhaal
Omstreeks 1900 komt de jachtopziener Walt Murdock aan in Florida. Hij wil er een einde maken aan de illegale vogeljacht. Al gauw krijgt hij het aan de stok met Cottonmouth en zijn stropersbende.

## Rolverdeling
| Acteur              | Personage        |
| ------------------- | ---------------- |
| Burl Ives           | Cottonmouth      |
| Christopher Plummer | Walt Murdock     |
| Chana Eden          | Naomi            |
| Gypsy Rose Lee      | Mevrouw Bradford |
| Tony Galento        | Beef             |
| Sammy Renick        | Loser            |
| Pat Henning         | Sawdust          |
| Peter Falk          | Writer           |
| Cory Osceola        | Billy One-Arm    |
| Emmett Kelly        | Bigamy Bob       |
| MacKinlay Kantor    | Rechter Harris   |
| Totch Brown         | One-Note         |
| George Voskovec     | Aaron Nathanson  |
| Curt Conway         | Perfesser        |
| Sumner Williams     | Windy            |